# Ceroplastes castelbrancoi
Ceroplastes castelbrancoi är en insektsart som beskrevs av Almeida 1973. Ceroplastes castelbrancoi ingår i släktet Ceroplastes och familjen skålsköldlöss.
Artens utbredningsområde är Angola. Inga underarter finns listade i Catalogue of Life.